# Joao Urbáez
Joao Andrés Urbáez Gómez (Madrid, 24 luglio 2002) è un calciatore spagnolo naturalizzato dominicano, difensore del Leganés B e della nazionale dominicana.

## Carriera

### Club
Cresciuto nel settore giovanile dell'Alcorcón, nel 2021 è stato aggregato alla squadra riserve.

### Nazionale
Ha giocato nelle nazionali giovanili dominicane Under-22 ed Under-23, oltre che con la nazionale olimpica.
Il 5 giugno 2022 ha esordito con la nazionale maggiore, giocando l'incontro vinto per 2-3 contro la Guyana francese, valido per la CONCACAF Nations League 2022-2023.
Nel 2025 ha partecipato alla CONCACAF Gold Cup.

## Statistiche

### Presenze e reti nei club
Statistiche aggiornate al 6 giugno 2022.
| Stagione        | Squadra         | Campionato      | Campionato | Campionato | Coppe nazionali | Coppe nazionali | Coppe nazionali | Coppe continentali | Coppe continentali | Coppe continentali | Altre coppe | Altre coppe | Altre coppe | Totale | Totale |
| Stagione        | Squadra         | Comp            | Pres       | Reti       | Comp            | Pres            | Reti            | Comp               | Pres               | Reti               | Comp        | Pres        | Reti        | Pres   | Reti   |
| --------------- | --------------- | --------------- | ---------- | ---------- | --------------- | --------------- | --------------- | ------------------ | ------------------ | ------------------ | ----------- | ----------- | ----------- | ------ | ------ |
| mag. 2021       | Alcorcón B      | TD              | 1          | 0          |                 | -               | -               |                    | -                  | -                  |             | -           | -           | 1      | 0      |
| 2021-2022       | Alcorcón B      | TDR             | 27         | 4          |                 | -               | -               |                    | -                  | -                  |             | -           | -           | 27     | 0      |
| Totale carriera | Totale carriera | Totale carriera | 28         | 0          |                 | -               | -               |                    | -                  | -                  |             | -           | -           | 28     | 0      |

### Cronologia presenze e reti in nazionale
| Cronologia completa delle presenze e delle reti in nazionale ― Rep. Dominicana | Cronologia completa delle presenze e delle reti in nazionale ― Rep. Dominicana | Cronologia completa delle presenze e delle reti in nazionale ― Rep. Dominicana | Cronologia completa delle presenze e delle reti in nazionale ― Rep. Dominicana | Cronologia completa delle presenze e delle reti in nazionale ― Rep. Dominicana | Cronologia completa delle presenze e delle reti in nazionale ― Rep. Dominicana | Cronologia completa delle presenze e delle reti in nazionale ― Rep. Dominicana | Cronologia completa delle presenze e delle reti in nazionale ― Rep. Dominicana |
| Data                                                                           | Città                                                                          | In casa                                                                        | Risultato                                                                      | Ospiti                                                                         | Competizione                                                                   | Reti                                                                           | Note                                                                           |
| ------------------------------------------------------------------------------ | ------------------------------------------------------------------------------ | ------------------------------------------------------------------------------ | ------------------------------------------------------------------------------ | ------------------------------------------------------------------------------ | ------------------------------------------------------------------------------ | ------------------------------------------------------------------------------ | ------------------------------------------------------------------------------ |
| 5-6-2022                                                                       | Santo Domingo                                                                  | Rep. Dominicana                                                                | 2 – 3                                                                          | Guyana francese                                                                | CONCACAF Nations League 2022-2023 - 1º turno                                   | -                                                                              |                                                                                |
| 10-6-2022                                                                      | Santo Domingo                                                                  | Rep. Dominicana                                                                | 1 – 1                                                                          | Guatemala                                                                      | CONCACAF Nations League 2022-2023 - 1º turno                                   | -                                                                              |                                                                                |
| 13-6-2022                                                                      | Città del Guatemala                                                            | Guatemala                                                                      | 2 – 0                                                                          | Rep. Dominicana                                                                | CONCACAF Nations League 2022-2023 - 1º turno                                   | -                                                                              | 66’                                                                            |
| 12-10-2024                                                                     | Hamilton                                                                       | Antigua e Barbuda                                                              | 0 – 5                                                                          | Rep. Dominicana                                                                | CONCACAF Nations League 2024-2025 - 1° turno                                   | -                                                                              | 65’                                                                            |
| 15-10-2024                                                                     | Hamilton                                                                       | Rep. Dominicana                                                                | 5 – 0                                                                          | Antigua e Barbuda                                                              | CONCACAF Nations League 2024-2025 - 1° turno                                   | -                                                                              | 87’                                                                            |
| 16-11-2024                                                                     | Santiago de los Caballeros                                                     | Rep. Dominicana                                                                | 6 – 1                                                                          | Dominica                                                                       | CONCACAF Nations League 2024-2025 - 1° turno                                   | -                                                                              |                                                                                |
| 19-11-2024                                                                     | Santiago de los Caballeros                                                     | Rep. Dominicana                                                                | 6 – 1                                                                          | Bermuda                                                                        | CONCACAF Nations League 2024-2025 - 1° turno                                   | -                                                                              | 77’                                                                            |
| 21-3-2025                                                                      | Bayamón                                                                        | Porto Rico                                                                     | 2 – 2                                                                          | Rep. Dominicana                                                                | Amichevole                                                                     | -                                                                              | 74’                                                                            |
| 25-3-2025                                                                      | Santiago de los Caballeros                                                     | Rep. Dominicana                                                                | 2 – 0                                                                          | Porto Rico                                                                     | Amichevole                                                                     | -                                                                              | 88’                                                                            |
| 10-6-2025                                                                      | Santo Domingo                                                                  | Rep. Dominicana                                                                | 5 – 0                                                                          | Dominica                                                                       | Qual. Mondiali 2026                                                            | -                                                                              | 61’                                                                            |
| 14-6-2025                                                                      | East Rutherford                                                                | Messico                                                                        | 3 – 2                                                                          | Rep. Dominicana                                                                | Gold Cup 2025 - 1º turno                                                       | -                                                                              | 90’                                                                            |
| 18-6-2025                                                                      | Arlington                                                                      | Costa Rica                                                                     | 2 – 1                                                                          | Rep. Dominicana                                                                | Gold Cup 2025 - 1° turno                                                       | 1                                                                              | 49’ 90+3’                                                                      |
| 22-6-2025                                                                      | Arlington                                                                      | Rep. Dominicana                                                                | 0 – 0                                                                          | Suriname                                                                       | Gold Cup 2025 - 1° turno                                                       | -                                                                              | 46’                                                                            |
| Totale                                                                         |                                                                                | Presenze                                                                       | 13                                                                             |                                                                                | Reti                                                                           | 1                                                                              |                                                                                |